# Federico Gil
Federico Gil (Lanús, 29 de abril de 1988) es un abogado y tirador deportivo argentino en la especialidad skeet. Su hermana, Melisa Gil, es también extiradora olímpica y su padre, Horacio Gil, es el entrenador de la selección nacional.

## Carrera deportiva
Federico compitió en el evento de tiro al plato masculino en los Juegos Olímpicos de Río de Janeiro 2016, donde terminó en el puesto 27.
En 2017 fue campeón de la Copa del Mundo de la ISSF desarrollada en Lárnaca, Chipre, siendo el primer argentino en conseguirlo. Este logro le permitió ascender al quinto puesto del ranking. Ese mismo año, logró el tercer puesto en la competencia final de la Copa del Mundo que se realizó en Nueva Delhi entre el 23 y 30 de octubre.
En los Juegos Olímpicos de Tokio 2020 finalizó en el puesto 17.
En 2020 volvió a subirse al podio tras obtener la medalla de plata en la Copa del Mundo en el mes de marzo en Nicosia, Chipre. 
En 2021, logró subirse nuevamente al podio en la Copa del Mundo luego de obtener la medalla de plata en Osijek, Croacia.  
En 2022, obtuvo el segundo puesto en la Copa del Mundo realizada en Nicosia, Chipre, durante el mes de marzo.
En los Juegos Panamericanos de 2023, Federico obtuvo su primera medalla en un Juego Panamericano luego de ganar la medalla de plata en la modalidad skeet. Además, logró la clasificación a los Juegos Olímpicos de París 2024.
En 2024, logró el segundo puesto en la Copa del Mundo que se realizó en Bakú, Azerbaiyán. También, compitió en los Juegos Olímpicos de París 2024 donde finalizó en el puesto 27 con un total de 115 platos.

## Premios
- Olimpia de plata (2017)[8]